# Gouvernement de l'Islande
Pour un article plus général, voir Politique en Islande.
Cet article concerne le Gouvernement de l'Islande en général. Pour l'actuel gouvernement islandais, voir Gouvernement Jakobsdóttir.
Le gouvernement d'Islande (en islandais : Ríkisstjórn Íslands) est le principal organe du pouvoir exécutif de l'Islande.

## Histoire

### Création
Le poste de Ministre de l'Islande est fondé en 1903 par la révision de la constitution de l'État autonome islandais qui donne des pouvoirs limités à l'Islande au sein de l'empire colonial danois. Hannes Hafstein devient ministre de l'Islande le 1er février 1904.
Le 4 janvier 1917, le gouvernement Magnússon I, avec Jón Magnússon comme Premier ministre, est le premier gouvernement islandais.

### Gouvernement actuel
À l'issue des élections législatives du 29 octobre 2016, le gouvernement Jóhannsson formé d'une coalition entre le Parti de l'indépendance et le Parti du progrès perd sa majorité. Après deux mois de négociations entre les différents partis, un accord est trouvé entre le Parti de l'indépendance, Avenir radieux et Viðreisn qui forment le 11 janvier 2017 le nouveau gouvernement avec comme Premier ministre le chef du Parti de l'indépendance, Bjarni Benediktsson.[réf. souhaitée]

## Fonctions
Les fonctions du gouvernement sont indiquées dans la constitution islandaise du 17 juin 1944 dans le chapitre II de la Constitution, « Le Président de l'Islande ». Le gouvernement est nommé par le Président d'Islande.

## Chronologie

### Royaume d'Islande (1918-1944)
- 4 janvier 1917 - 25 février 1920 : Gouvernement Magnússon I
- 25 février 1920 - 7 mars 1922 : Gouvernement Magnússon II
- 7 mars 1922 - 22 mars 1924 : Gouvernement Eggerz
- 22 mars 1924 - 8 juillet 1926 : Gouvernement Magnússon III
- 8 juillet 1926 - 28 août 1927 : Gouvernement Þorláksson
- 28 août 1927 - 3 juin 1932 : Gouvernement Þórhallsson
- 3 juin 1932 - 28 juillet 1934 : Gouvernement Ásgeirsson
- 28 juillet 1934 - 2 avril 1938 : Gouvernement Jónasson I
- 2 avril 1938 - 17 avril 1939 : Gouvernement Jónasson II
- 17 avril 1939 - 18 novembre 1941 : Gouvernement Jónasson III
- 18 novembre 1941 - 16 mai 1942 : Gouvernement Jónasson IV
- 16 mai 1942 - 16 décembre 1942 : Gouvernement Thors I
- 16 décembre 1942 - 21 octobre 1944 : Gouvernement Þórðarson

### République d'Islande (depuis 1944)
- 21 octobre 1944 - 4 février 1947 : Gouvernement Thors II
- 4 février 1947 - 6 décembre 1949 : Gouvernement Stefánsson
- 6 décembre 1949 - 14 mars 1950 : Gouvernement Thors III
- 14 mars 1950 - 11 septembre 1953 : Gouvernement Steinþórsson
- 11 septembre 1953 - 24 juillet 1956 : Gouvernement Thors IV
- 24 juillet 1956 - 23 décembre 1958 : Gouvernement Jónasson V
- 23 décembre 1958 - 20 novembre 1959 : Gouvernement Jónsson
- 20 novembre 1959 - 14 novembre 1963 : Gouvernement Thors V
- 14 novembre 1963 - 10 juillet 1970 : Gouvernement Benediktsson
- 10 juillet 1970 - 14 juillet 1971 : Gouvernement Hafstein
- 14 juillet 1971 - 28 août 1974 : Gouvernement Jóhannesson I
- 28 août 1974 - 1er septembre 1978 : Gouvernement Hallgrímsson
- 1er septembre 1978 - 15 octobre 1979 : Gouvernement Jóhannesson II
- 15 octobre 1979 - 8 février 1980 : Gouvernement Gröndal
- 8 février 1980 - 26 mai 1983 : Gouvernement Thoroddsen
- 26 mai 1983 - 8 juillet 1987 : Gouvernement Hermannsson I
- 8 juillet 1987 - 28 septembre 1988 : Gouvernement Pálsson
- 28 septembre 1988 - 10 septembre 1989 : Gouvernement Hermannsson II
- 10 septembre 1989 - 30 avril 1991 : Gouvernement Hermannsson III
- 30 avril 1991 - 23 avril 1995 : Gouvernement Oddsson I (Sja-AF)
- 23 avril 1995 - 28 mai 1999 : Gouvernement Oddsson II (Sja-Fram)
- 28 mai 1999 - 23 mai 2003 : Gouvernement Oddsson III (Sja-Fram)
- 23 mai 2003 - 15 septembre 2004 : Gouvernement Oddsson IV (Sja-Fram)
- 15 septembre 2004 - 5 juin 2006 : Gouvernement Ásgrímsson (Sja-Fram)
- 15 juin 2006 - 23 mai 2007 : Gouvernement Haarde I (Sja-Fram)
- 24 mai 2007 - 26 janvier 2009 : Gouvernement Haarde II (Sja-Sam)
- 1er février 2009 - 10 mai 2009 : Gouvernement Sigurðardóttir I (Sam-Vg)
- 10 mai 2009 - 23 mai 2013 : Gouvernement Sigurðardóttir II (Sam-Vg)
- 23 mai 2013 - 7 avril 2016 : Gouvernement Gunnlaugsson (Sja-Fram)
- 7 avril 2016 - 11 janvier 2017 : Gouvernement Jóhannsson (Sja-Fram)
- 11 janvier 2017 - 30 novembre 2017 : Gouvernement Benediktsson (Sja-Við-BF)
- 30 novembre 2017 - 28 novembre 2021 : Gouvernement Jakobsdóttir I (Vg-Sja-Fram)
- 28 novembre 2021 - 9 avril 2024 : Gouvernement Jakobsdóttir II (Vg-Sja-Fram)
- Depuis le 9 avril 2024 : Gouvernement Benediktsson II (Vg-Sja-Fram)